# Torno da mia madre
Torno da mia madre (Retour chez ma mère) è un film del 2016 diretto da Éric Lavaine.
Il film, sceneggiato dal regista con Héctor Cabello Reyes, è rimasto per tre settimane in testa al box-office francese con 2.120.106 spettatori in totale.

## Trama
Ad Aix-en-Provence Jacqueline Mazerin, madre di Stéphanie, Carole, Nicolas, e nonna di Léo, vive la sua vita di vedova dopo la morte recente del marito. La figlia Stephanie, divorziata e con un figlio a carico, Leo, è costretta a ritornare dalla madre a causa del fallimento, a metà d'anno, della sua azienda di consulenze. Non possiede più neanche la propria villa, e nessuna risorsa finanziaria in quanto, fidandosi di Charlotte, la sua migliore amica, ne aveva acquistato,  a gennaio, le quote societarie di proprietà di Charlotte. Ecco che deve quindi rivolgersi all'Agenzia per l'impiego, ma il suo curriculum è troppo ricco, e le vengono proposti lavori saltuari ed occasionali. La vita in casa di sua madre la fa ripiombare nell'adolescenza: la madre le ricorda come si deve stare composti a tavola, che è meglio avere il riscaldamento al massimo, che bisogna mangiare tutto quello che c'è a tavola, e che è bellissimo fare partite interminabili a Scrabble e che l'unica musica che si deve ascoltare in casa è quella di Francis Cabrel. Ma Jacqueline ha un segreto, e per condividerlo con i figli, li invita ad un pranzo domenicale per il quale lei cucinerà personalmente il menù. Ma il pranzo si trasforma in una resa dei conti tra i fratelli. Le due sorelle coalizzate rimproverano al fratello Nicolas il suo disinteresse durante la malattia del padre. Carole rimprovera a Stephanie il suo vivere da ricca egoista, mentre lei e suo marito Alain (rappresentante di pennarelli) vivevano in ristrettezze economiche, e così via per buona parte del pranzo; solo il rimbrotto della madre, rattristata, riesce per un attimo a farli ritornare i fanciulli felici che erano stati una volta. Ricordano una gita in Bretagna, fatta da soli con la madre, in cui un guasto all'automobile materna, di notte e per le impervie strade di montagna, si era risolto miracolosamente grazie all'aiuto, che aveva prodigato Jean, un coinquilino del quarto piano. Ed ecco che la madre si decide a svelare il suo segreto: Jean è il suo amore segreto da sempre, e visto che il loro padre è morto da più di un anno, ritiene sia ragionevole tentare di vivere felice gli anni che le restano. Lo chiama, lo fa entrare e lo bacia appassionatamente davanti agli esterrefatti figli. Ma non dimentica il suo nuovo ruolo di capo famiglia, e con l'aiuto della figlia Carole, una sagace ragioniera che si è accorta che Charlotte, la socia-amica di Stephanie, l'aveva imbrogliata, riesce a farsi consegnare la lussuosa villa dove questa vive, ed il film si conclude con una festa a bordo di piscina, di tutta la famiglia, allargata, serena e felice.

## Distribuzione
Il film è uscito in Francia il 1 giugno 2016 e in Italia il 25 agosto 2016.